# 大德镇 (旺苍县)
大德镇，原为大德乡，是中华人民共和国四川省广元市旺苍县下辖的一个乡镇级行政单位。2020年5月，撤销大德乡、金溪镇，设立大德镇，以原大德乡和原金溪镇所属行政区域为大德镇的行政区域。

## 行政区划
大德镇下辖以下地区：
大黑滩社区、爱国村、星火村、燎原村和增产村。